# Partido di Ituzaingó
Il partido di Ituzaingó è un dipartimento (partido) dell'Argentina facente parte della Provincia di Buenos Aires. Il capoluogo è Ituzaingó. Si tratta di uno dei 24 partidos che compongono la cosiddetta "Grande Buenos Aires".

## Geografia antropica

### Suddivisioni amministrative
Il partido di Ituzaingó è composto da 3 località:
| Località                 | Popolazione (2001) |
| ------------------------ | ------------------ |
| Ituzaingó Centro         | 104.712            |
| Ituzaingó Sur            | 21.919             |
| Villa Gobernador Udaondo | 31.490             |